# Документарна литература
Документарна литература је начин литерарне обраде историјских и савремених догађаја као и научних материјала.
У развој литературе је углавном дошла после Другог светског рата када се одражава на промене естетских норми и долази до новог вредносног система са условима верности чињеницама и документацијама. У светској литератури припадник овој врсти литературе је познати швајцарски писац Ерих фон Деникен аутор темета из пра-астронаутике. У ширем смислу односи се појам за широку скалу документарне литературе односно биографске, репортажне, путописне, мемоариске, или личних дневника
Аутори употребљавају овај начин стварања у широкој скали случајева, одбијајући традиционални белетристички жанр и наглашавајући документарну поруку, репортажу, која је способна боље изразити динамику стварности.